# Josef Sedláček (calciatore 1912)
Josef Sedláček (28 gennaio 1912 – 15 gennaio 1985) è stato un calciatore cecoslovacco, di ruolo centrocampista.

## Carriera

### Nazionale
Debutta con la Cecoslovacchia il 21 febbraio 1937 in un match amichevole vinto contro la Svizzera (5-3).